# 戴廷棟
戴廷棟為中國清朝武官官員，本籍陝西。1769年（乾隆34年）奉旨接任葉相德擔任台灣鎮總兵。是台灣清治時期此期間，受台灣道制約的台灣地區最高軍事首長。
| 前任： 葉相德 | 台灣鎮總兵 1769年上任 | 繼任： 吳必達 |